# نشانه بکر
نشانهٔ بکر (انگلیسی: Becker's sign) یا پدیده بکر، وجود ضربانِ قابل مشاهده (از طریق افتالموسکوپ) در شریان‌های شبکیه است که در بیماران مبتلا به نارسایی آئورت یا بیماری گریوز یافت می‌شود.
این نشانهٔ پزشکی به افتخار چشم‌پزشک آلمانی اُتو هاینریش اینوخ بِکر نامگذاری شد.